# Датская бригада в Швеции
Датская бригада в Швеции (дат. Den Danske Brigade i Sverige) — военное формирование, состоявшее из датских беженцев во время Второй мировой войны. 
Обученная и сформированная в Швеции, бригада была создана для помощи в освобождении Дании. В конечном итоге бригада была развернута только в день освобождения Дании и практически не участвовала в боевых действиях.

## Предыстория
9 апреля 1940 года Дания подверглась вторжению нацистской Германии и почти сразу капитулировала. Большая часть датской армии последовала приказу и сложила оружие. Полковник Хельге Беннике, командир 4-го полка, дислоцированного в Роскильде, был убежден, что приказ о капитуляции был навязан правительству немцами и что Швеция также подверглась нападению. Вместо того чтобы сдаться, Беннике со своим подразделением сел на паром в Эльсиноре и отправился в изгнание в Швецию. 
После транзита немецких войск через Швецию премьер-министр Пер Альбин Ханссон выступил за подготовку и оснащение 7 500 датских «полицейских войск». Это встретило возражения в его кабинете, но в итоге план был согласован в декабре 1943 года.

## Формирование

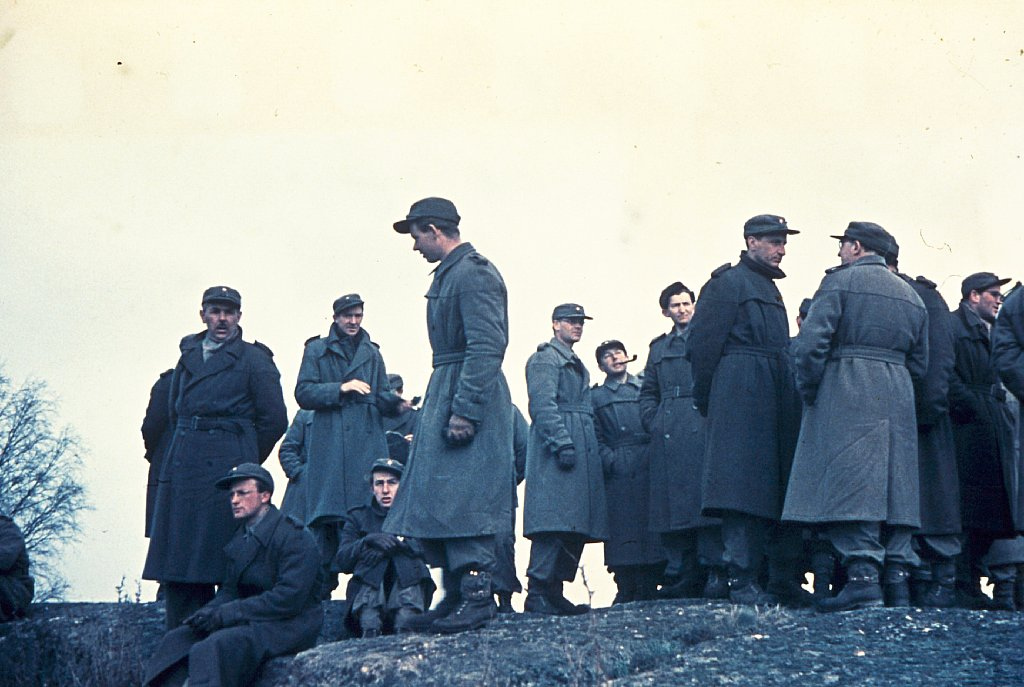
Солдаты бригады в Швеции, март 1945 года

Шведское правительство выделило датскому представительству 25 миллионов крон для финансирования обучения и вооружения бригады. Зачисление в бригаду было добровольным.
Датские солдаты из Роскильде составили ядро новых сил. Почти 5 000 датчан, включая около 750 евреев, бежавших из оккупированной Дании, записались на службу в бригаду. Датские солдаты были вооружены шведскими винтовками Mauser m/96. Осенью 1944 года шведские ВВС провели в Сотенэсе обучение датских лётчиков, из которых впоследствии была сформирована эскадрилья, оснащенная бомбардировщиками-разведчиками Saab 17.

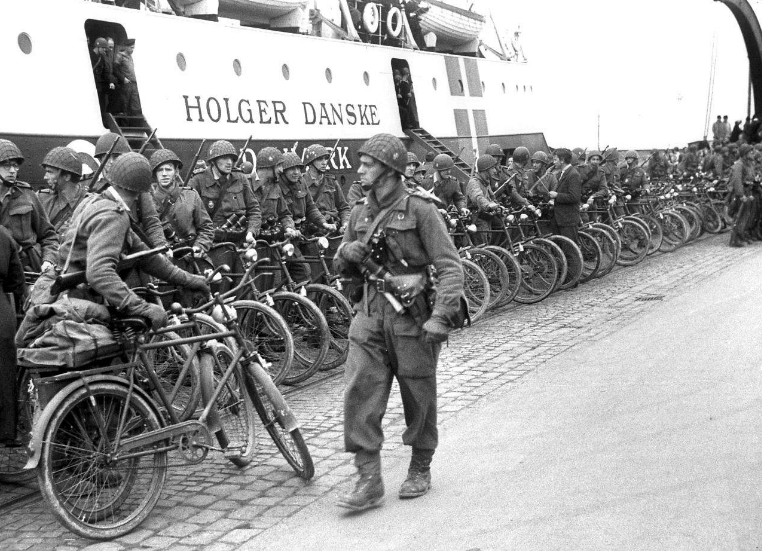
Солдаты бригады, прибывшие в Хельсингёр 5 мая 1945 года

Шведское правительство отложило отправку бригады в Данию, чтобы не осложнять капитуляцию немецких войск. Датская бригада прибыла в Хельсингёр 5 мая 1945 года. Большая часть немецкого контингента в Дании сдалась союзным войскам 5 мая. Однако три датских солдата были убиты, а 26 получили ранения из-за снайперов и засад, когда они шли в Копенгаген.

## Значение
Большинство офицеров бригады были обучены шведской тактике ведения боевых действий (которая в свою очередь была основана на немецкой стратегии), и, после прибытия в Данию, они перенесли свои знания в реорганизованную датскую армию. В годовщину операции «Сафари» в 1947 году ветераны бригады установили памятник трем солдатам, погибшим во время освобождения, возле провинциального архива Зеландии в Копенгагене.